# Jayson Williams
Jayson Williams (Ritter, 22 febbraio 1968) è un ex cestista statunitense, professionista nella NBA.

## Carriera
È stato selezionato dai Phoenix Suns al primo giro del Draft NBA 1990 (21ª scelta assoluta).
Nel 2010, giocando con una pistola mentre andava in macchina, uccise per errore il suo autista; è stato rilasciato nell'aprile 2012.

## Statistiche

### College
| Anno      | Squadra             | PG | PT | MP   | TC%  | 3P%  | TL%  | RP  | AP  | PRP | SP  | PP   |
| --------- | ------------------- | -- | -- | ---- | ---- | ---- | ---- | --- | --- | --- | --- | ---- |
| 1987-1988 | St. John's R. Storm | 28 | -  | 23,6 | 51,3 | -    | 60,0 | 5,1 | 0,4 | 0,4 | 0,5 | 9,9  |
| 1988-1989 | St. John's R. Storm | 31 | -  | 33,4 | 57,3 | 0,0  | 70,2 | 7,9 | 0,6 | 0,5 | 1,0 | 19,5 |
| 1989-1990 | St. John's R. Storm | 13 | 13 | 29,0 | 53,4 | 50,0 | 61,3 | 7,8 | 0,5 | 0,2 | 0,9 | 14,6 |
| Carriera  | Carriera            | 72 | 13 | 28,8 | 55,0 | 25,0 | 65,2 | 6,8 | 0,5 | 0,4 | 0,8 | 14,9 |

### NBA

#### Regular Season
| Anno      | Squadra            | PG  | PT  | MP   | TC%  | 3P%  | TL%  | RP   | AP  | PRP | SP  | PP   |
| --------- | ------------------ | --- | --- | ---- | ---- | ---- | ---- | ---- | --- | --- | --- | ---- |
| 1990-1991 | Philadelphia 76ers | 52  | 1   | 9,8  | 44,7 | 50,0 | 66,1 | 2,1  | 0,3 | 0,2 | 0,1 | 3,5  |
| 1991-1992 | Philadelphia 76ers | 50  | 8   | 12,9 | 36,4 | -    | 63,6 | 2,9  | 0,2 | 0,4 | 0,4 | 4,1  |
| 1992-1993 | N.J. Nets          | 12  | 2   | 11,6 | 45,7 | -    | 38,9 | 3,4  | 0,0 | 0,3 | 0,3 | 4,1  |
| 1993-1994 | N.J. Nets          | 70  | 0   | 12,5 | 42,7 | -    | 60,5 | 3,8  | 0,4 | 0,2 | 0,5 | 4,6  |
| 1994-1995 | N.J. Nets          | 75  | 6   | 13,1 | 46,1 | 0,0  | 53,3 | 5,7  | 0,5 | 0,3 | 0,4 | 4,8  |
| 1995-1996 | N.J. Nets          | 80  | 6   | 23,2 | 42,3 | 28,6 | 59,2 | 10,0 | 0,6 | 0,4 | 0,7 | 9,0  |
| 1996-1997 | N.J. Nets          | 41  | 40  | 34,9 | 40,9 | 0,0  | 59,0 | 13,5 | 1,2 | 0,6 | 0,9 | 13,4 |
| 1997-1998 | N.J. Nets          | 65  | 65  | 36,0 | 49,8 | 0,0  | 66,6 | 13,6 | 1,0 | 0,7 | 0,8 | 12,9 |
| 1998-1999 | N.J. Nets          | 30  | 30  | 34,0 | 44,5 | 0,0  | 56,5 | 12,0 | 1,1 | 0,8 | 2,0 | 8,1  |
| Carriera  | Carriera           | 475 | 158 | 20,6 | 44,0 | 12,5 | 60,6 | 7,5  | 0,6 | 0,4 | 0,6 | 7,3  |

#### Playoffs
| Anno     | Squadra            | PG | PT | MP   | TC%  | 3P% | TL%  | RP   | AP  | PRP | SP  | PP  |
| -------- | ------------------ | -- | -- | ---- | ---- | --- | ---- | ---- | --- | --- | --- | --- |
| 1991     | Philadelphia 76ers | 4  | 0  | 2,5  | 80,0 | -   | -    | 1,0  | 0,0 | 0,0 | 0,0 | 2,0 |
| 1994     | N.J. Nets          | 2  | 0  | 8,5  | 0,0  | -   | 50,0 | 1,5  | 0,0 | 0,0 | 0,0 | 0,5 |
| 1998     | N.J. Nets          | 3  | 2  | 38,7 | 42,9 | -   | 50,0 | 14,0 | 1,7 | 0,7 | 1,0 | 7,0 |
| Carriera | Carriera           | 9  | 2  | 15,9 | 44,8 | -   | 50,0 | 5,4  | 0,2 | 0,6 | 0,3 | 3,3 |

## Palmarès
- Campione NIT (1989)
- MVP National Invitation Tournament (1989)
- NBA All-Star (1998)
- 1 volta maggior numero di rimbalzi offensivi in stagione NBA